# Сергеев, Михаил Тихонович
Михаи́л Ти́хонович Серге́ев (15 июля 1926, Чодраял, Краснококшайский кантон, Марийская автономная область, СССР — 12 сентября 1999, Йошкар-Ола, Марий Эл, Россия) — марийский советский и российский деятель науки, учёный-историк, краевед, журналист, редактор, литератор, общественный деятель, член Союза журналистов СССР. Заслуженный работник культуры РСФСР (1990). Первый исследователь истории возникновения и развития печати в Марийской республике. Один из первых редакторов Марийского телевидения. Кандидат исторических наук (1971), доцент (1973). Участник Великой Отечественной войны и войны с Японией. Член КПСС.

## Биография
Родился в семье сельского руководителя. По окончании средней школы работал сотрудником Сотнурской районной газеты «Большевик».
В 1943 году призван в Красную Армию: комсорг роты и батальона. В 1945 году участвовал в войне с японскими милитаристами.
После демобилизации с 1947 года — сотрудник редакции газеты «Марий коммуна». В 1950 году окончил Горьковскую межобластную партийную школу. Инструктор отдела печати Марийского обкома КПСС, в 1951—1954 годах — редактор Семёновской районной газеты «Путь к коммунизму».
Окончил МГПИ им. Н. К. Крупской (1959) и Высшую партийную школу при ЦК КПСС (1964). В 1960 году стал одним из первых редакторов Марийского телевидения. Сотрудник Всесоюзного общества «Знание», главный редактор районной газеты «Передовик» (1964), в 1964—1973 годах — сотрудник редакции республиканской газеты «Марий коммуна».
Окончил заочную аспирантуру Казанского государственного университета. В 1971 году при Академии общественных наук при ЦК КПСС защитил кандидатскую диссертацию на тему «Возникновение и развитие партийно-советской печати Марийской АССР в 1918—1925 гг.». Кандидат исторических наук (1971). С 1973 года — доцент кафедры истории КПСС МарГУ.

## Деятельность
Писать стихи начал с конца 1940-х годов. Перевёл на марийский язык стихи и песни Н. Хикмета, И. Франко, Г. Тукая, М. Джалиля, М. Исаковского, А. Твардовского.
Больше известен как автор краеведческих очерков и рассказов. Вёл большую собирательскую работу по поиску за пределами Марийской республики материалов об уроженцах республики — участниках Великой Отечественной войны. Автор многих историко-краеведческих публикаций: книги «Возникновение и развитие печати в Марийской АССР», «Фронтовик-влак» («Фронтовики»), «Наши герои», «Народ их помнит» (в соавторстве с М. Исиметовым) и другие. Участник подготовки и издания республиканской «Книги памяти» в 16 томах (1993—1996).

## Память
4 июня 2016 года к 90-летию со дня рождения М. Т. Сергеева на здании Большекарамасской школы Волжского района Марий Эл состоялось открытие мемориальной доски.

## Звания и награды
- Заслуженный работник культуры РСФСР (1990)[6]
- Орден Отечественной войны II степени (06.04.1985)[7]
- Медаль «За победу над Германией в Великой Отечественной войне 1941—1945 гг.»
- Медаль «Ветеран труда»
- Почётная грамота Президиума Верховного Совета Марийской АССР (1968)[6]

## Основные литературоведческие и историко-краеведческие работы
Ниже представлен список основных литературоведческих и историко-краеведческих работ М. Сергеева.
- Мланде йыр: очерк-влак [Вокруг земли]. — Йошкар-Ола, 1965. — 56 с.
- По памятным местам: историко-краеведческий очерк // К. К. Васин, К. Н. Сануков, М. Т. Сергеев. — Йошкар-Ола, 1965. — 88 с.
- Молан мые ом муралте [Почему мне не петь: народные песни] / сост. М. Т. Сергеев. — Йошкар-Ола, 1966. — 64 с.
- Кокымшо вашлиймаш: очерк-влак [Вторая встреча: очерки]. — Йошкар-Ола, 1967. — 88 с.
- Йошкар командир: очерк-влак [Красный командир: очерки]. — Йошкар-Ола, 1969. — 60 с.
- Возникновение и развитие печати в Марийской АССР. — Йошкар-Ола, 1971. — 244 с.
- Нуным калык шарна: очерк-влак сборник [Народ их помнит: сборник очерков] / М. И. Исиметов ден М. Т. Сергеев ямдыленыт. — Йошкар-Ола, 1972. — 184 с.
- Фронтовик-влак: очерк-влак [Фронтовики: очерки]. — Йошкар-Ола, 1975. — 240 с.
- Палыме да палыдыме: очерк-влак [Знакомые и незнакомые: очерки]. — Йошкар-Ола, 1976. — 224 с.
- Когда оживает прошлое: историко-революционные памятники Марийской АССР / М. Т. Сергеев, А. Ф. Степанов. — Йошкар-Ола, 1980. — 112 с.
- Муреныт эрык мурым: очерк-влак [Пели песню свободы: очерки]. — Йошкар-Ола, 1982. — 112 с.
- Народ их помнит: документальные очерки / М. И. Исиметов, М. Т. Сергеев. — Йошкар-Ола, 1982. — 184 с.
- Наши герои: очерки / сост. М. Т. Сергеев. — Йошкар-Ола, 1985. — 368 с.
- Салтак корно: краеведын запискыже [Путь солдата: записки краеведа]. — Йошкар-Ола, 1985. — 208 с.
- Тӱрлӧ вашлиймаш: очерк-влак [Разные встречи: очерки]. — Йошкар-Ола, 1988. — 192 с.
- Марий Элын патырже-влак [Герои Марийского края]. — Йошкар-Ола, 1994. — 224 с.